# Vyšný Čaj
Vyšný Čaj é um município da Eslováquia, situado no distrito de Košice-okolie, na região de Košice. Tem 4,83 km² de área e sua população em 2018 foi estimada em 285 habitantes.

## Demografia
| Ano:        | 1994 | 2004    | 2014   | 2024   |
| ----------- | ---- | ------- | ------ | ------ |
| Broj ljudi: | 269  | 301     | 295    | 317    |
| Razlika:    |      | +11,89% | -1,99% | +7,45% |

| Ano:               | 2023 | 2024   |
| ------------------ | ---- | ------ |
| Número de pessoas: | 318  | 317    |
| Diferença:         |      | -0,31% |